# Aphanius fasciatus

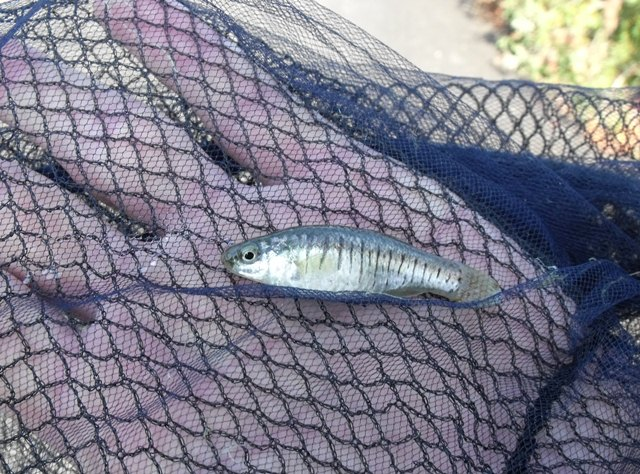
Femella de la província de Grosseto (la Toscana, Itàlia)

Aphanius fasciatus és una espècie de peix de la família dels ciprinodòntids i de l'ordre dels ciprinodontiformes.
Es troba a Àsia (Turquia), Europa (França, Itàlia, Eslovènia, Croàcia, Albània, Grècia i Montenegro) i a l'Àfrica del Nord (des d'Egipte fins a l'est d'Algèria).
La destrucció de l'hàbitat i l'eutrofització són les seues principals amenaces a nivell local.
Els mascles poden assolir els 6 cm de longitud total.